# Nienstedt am Harz
Nienstedt ist ein Dorf im südwestlichen Harzvorland und Ortsteil der ehemaligen Kreisstadt Osterode am Harz im Landkreis Göttingen (ehemals Landkreis Osterode am Harz) in Südniedersachsen, Deutschland.

## Geographie
Das Dorf grenzt unmittelbar an Förste, getrennt durch die Söse. Wenige hundert Meter nördlich liegt Eisdorf.

## Geschichte
Die Ersterwähnung findet sich als Nigenstede in der Gründungsurkunde Luitpolds I. für das Petersstift Nörten im Jahr 1055, der altsächsische Ortsname bedeutet (wie auch im Fall der zahlreichen namensidentischen Orte) neue Stätte bzw. neuer Ort. Die Grafen von Northeim, die Herren von Letgast und von Oldershausen sowie von Hardenberg waren hier begütert. Im Dreißigjährigen Krieg wurde ein großer Teil des Dorfes zerstört, darunter auch eine erste Schule.
Im Jahre 1778 wurde die heutige Kirche der evangelisch-lutherischen Gemeinde St. Martin erbaut, welche auch Förste einschließt.
Die Meier- und Kothöfe wurden mit dem hannoverschen Ablösungsgesetz von 1831 von den Abgabepflichten an die Herren befreit. Die seit 1883 bestehende Schule wurde in den 1960er Jahren durch die Schule in Förste ersetzt.
Am 1. Juli 1972 wurde Nienstedt am Harz in die damalige Kreisstadt Osterode am Harz eingegliedert.

## Politik

### Ortsrat
Zusammen mit Förste bildet Nienstedt einen gemeinsamen Ortsrat aus 13 Ratsfrauen und Ratsherren (Veränderungen zu 2016).
- SPD: 8 Sitze (±0)
- CDU: 4 Sitze (−1)
- FDP: 1 Sitz (+1)

(Stand: Kommunalwahl 2021)

### Wappen
Das Wappen zeigt den Heiligen Martin, den Namenspatron der Kirchengemeinde, beim überlieferten Teilen seines Mantels.

## Söhne und Töchter des Ortes
- Johann Friedrich Ludwig Rothensee (1759–1835), Theologe und Geistlicher
- Marie Denker (1810–1882), geb. Hahn, Schauspielerin